# Ushguli
Ushguli (tiếng Gruzia: უშგული) là một cụm bốn ngôi làng nằm trong hẽm núi Enguri ở Svaneti, Gruzia. Đây là một phần của di sản thế giới UNESCO Thượng Svaneti, và là một trong những nơi cao nhất có người định cư trên toàn châu Âu. So với một số địa điểm phát triển hơn như Mestia, Ushguli có phần heo hút hơn, giúp nơi đây giữ được nhiều nét riêng.

## Vị trí, đặc điểm
Ushguli nằm ở nơi có độ cao tận 2.100 mét (6.900 ft), gần chân núi Shkhara (đỉnh cao thứ ba trong dãy Đại Kavkaz). 70 hộ (chừng 200 người) sống trong vùng này, đủ để duy trì một ngôi trường nhỏ. Tuyết phủ 6 tháng trong một năm, còn con đường tới Mestia thường xuyên không đi được.
Kiểu nhà tháp phòng ngự điển hình của Svaneti có mặt khắp nơi. Nhà thờ Ushguli nằm trên một đỉnh đồi, có niên đại từ thế kỷ XII.
Bộ phim tài liệu câm Salt for Svanetia của Mikhail Kalatozov được bấm máy ở Ushguli.

## Làng của Ushguli
- Zhibiani (tiếng Gruzia: ჟიბიანი) - cao chừng 2.100 mét (6.900 ft) trên mực nước biển;
- Chvibiani hay Chubiani (tiếng Gruzia: ჩვიბიანი);
- Chazhashi hay Chajashi (tiếng Gruzia: ჩაჟაში);
- Murqmeli (tiếng Gruzia: მურყმელი);
- Lamjurishi (tiếng Gruzia: ლამჯურიში).